# Kino Avia
Kino Avia je bývalé kino v Brně-Černovicích na ulici Štolcova. Funkcionalistická budova s prvky purismu byla postavena dle návrhu architekta Josefa Kranze v roce 1929. Budova nyní slouží jako sportovní centrum a je chráněna jako kulturní památka.

## Historie
Architekt Josef Kranz vypracoval plán budovy v letech 1925 až 1927. Kino vytvořené na zakázku brněnského Sokola IV mělo být dle původního návrhu součástí rozsáhlého areálu, kde se měly nacházet také budovy kulturního centra a tělocvičny. Kvůli nedostatku finančních prostředků byly nakonec postaveny pouze venkovní sportoviště a kino, jehož provoz měl spolku zajistit peníze pro další výstavbu. Po dokončení budovy se v kině Avia, pojmenovaném podle blízkého černovického letiště, začalo promítat v prosinci roku 1929. Provoz byl slavnostně zahájen 7. prosince představením Kavkaz v plamenech. Po Únoru 1948 bylo kino znárodněno a záhy přejmenováno na kino Slovan. Po Sametové revoluci probíhala vleklá jednání s městskou správou kin, avšak budova se již k původnímu účelu nevrátila a interiér kina postupně chátral. V současné době je zde umístěno sportovní zařízení. Budova původního kina prošla částečnou přestavbou a zprava k ní byla přistavěna novodobá převýšená přístavba. Urbanistické okolí budovy výrazně utrpělo i výstavbou výpadové ulice Olomoucká, která prochází v její těsné blízkosti.

## Architektura
Puristická jednopatrová budova je podobně jako Kranzova kavárna Era charakteristická nízkým uličním průčelím a prostou fasádou. Výrazným prvkem stavby je velké pásové okno v prvním patře a fasáda v přízemí zaoblená k ustupujícímu prosklenému hlavnímu vchodu do budovy. Členitou střechu tvoří soustava teras zamýšlených jako odpočinková zóna pro návštěvníky kina. Dominantním prvkem byl i výrazný nápis KINO AVIA dříve umístěný nad vchodem. Ze vstupní haly se šatnami se vcházelo do kinosálu s kapacitou až 400 diváků a také ke schodišti do prvního patra, kde byla umístěna divácká galerie. Kromě ní se v patře nacházela kancelář, šatna a byt správce objektu. Dnes je interiér upraven pro potřeby sportoviště.